# Edsel Roundup
Edsel Roundup var en amerikansk bilmodell och den billigaste av de tre olika utförandena av stationsvagnar som bilmärket Edsel inom Mercury-Edsel-Lincoln-divisionen producerade för Ford Motor Company i USA under modellåret 1958. Roundup baserades i likhet med sina systermodeller Edsel Villager och Edsel Bermuda på ett kortare chassi som även användes på Ford av modellerna Ranch Wagon, Country Sedan och Country Squire. Även karosstommen delades med tvådörrarsmodellen Ford Ranch Wagon.
Roundup var en tvådörrars kombi vars sidorutor i lastutrymmet kunde öppnas genom att skjutas i sidled och hade för övrigt samma kromutsmyckning och lister som Edsel Ranger frånsett sina speciella bakljus formade som en bumerang. Bilen hade en inpressning (”scallop”) på bakskärmarna som antingen lackerades i bilens kulör eller i en avvikande kulör tillsammans med taket.
Produktionen av Roundup upphörde under våren 1958.

## Tekniska data
Chassit var ett rambygge av traditionellt bakhjulsdrivet amerikanskt snitt. Hjulupphängningen bak var försedd med stel bakaxel och bladfjädring samt en individuell kulledsförsedd framvagn. Som drivkälla användes som standard en bensindriven V8-motor på 361 kubiktum som var försedd med en fyrports Holleyförgasare. Kraftöverföringen var en 3-växlad manuell växellåda som standard som dock antingen kunde extrautrustas med överväxel (”overdrive”) eller ersättas av samma trestegs automatiska växellåda som manövrerades med hjälp av tryckknappar placerade i rattcentrumet (”Teletouch”) som satt som standard i de lyxigare modellerna av Edsel.

## Tillverkning
All tillverkning av Roundup skedde antingen vid sammansättningsfabriken i San Jose, California eller i Louisville, Kentucky.
Totalt uppskattas 963 bilar av modellen Roundup ha tillverkats.
Cirka ett 50-tal Edsel 58:or såldes nya i Sverige, men sannolikt inte en enda stationsvagn. De enstaka fordon som idag rullar här är resultatet av import av begagnade bilar från mitten av 1970-talet och framåt.

## Bildgalleri

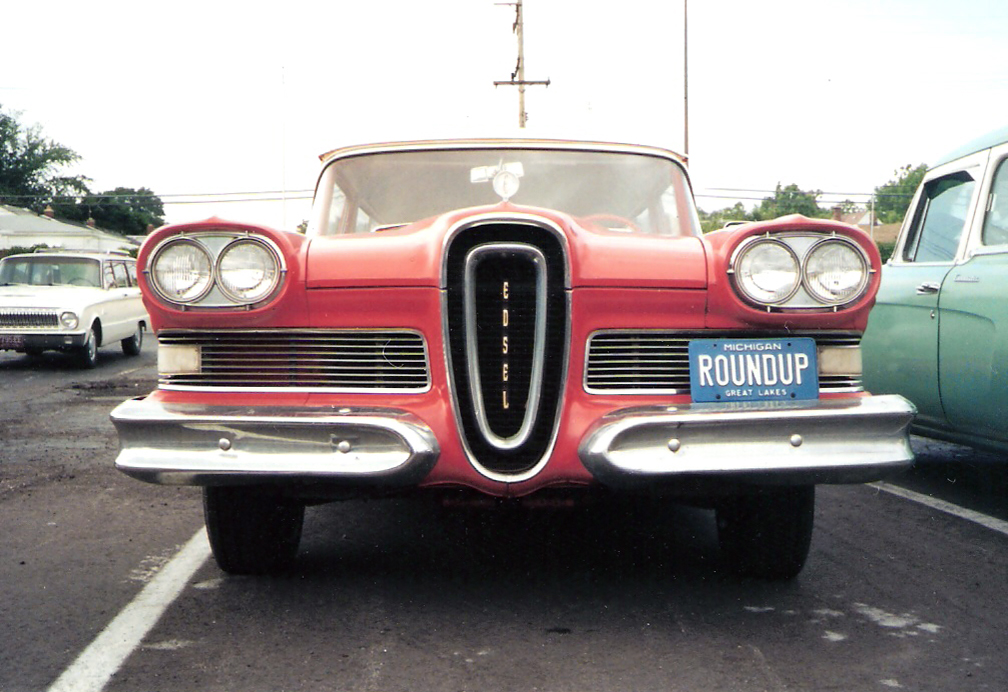
1958 Edsel Roundup med sin karaktäristiska kylarmaskering

### Fotnoter
1. ↑  Den angivna vikten kommer från en källa som redogör för av den amerikanska bilförsäljarorganisationen NADA ursprungligen angivna termen Curb Weight vilket med undantag för 75 kg inräknad för föraren motsvarar den svenska termen tjänstevikt. För att få fram tjänstevikten har alltså dessa 75 kg lagts till, vilket förklarar eventuella avvikelser från andra källor.
2. ↑  De bumerangformade bakljusen på Edsel –58 stationsvagnar vår något problematiska på så sätt att på avstånd framstod en blinkning till höger som en pil pekande ned åt vänster och vice versa
3. ↑  Färgtillvalet ”Tri-tone”, vilket innebar att karossen, taket och pressningen på bakskärmarna var lackerade i tre sinsemellan olika kulörer, fanns inte att få på stationsvagnarna
4. ↑  Uppskattningsvis över 90 % av Roundup-bilarna var utrustade med ”Teletouch”
5. ↑   I San Jose producerades Edsel från juni 1957 till februari 1958 och dessa bilar var märkta med bokstaven "R" i chassinumret.
6. ↑  I Louisville pågick produktionen längst och bilar härifrån var märkta med bokstaven "U" i chassinumret
7. ↑  Modellen Roundup har karosskod ”59A” på chassiskylten